# Ayaka Komatsu
Ayaka Komatsu (japanisch 小松 彩夏 Komatsu Ayaka; * 23. Juli 1986 in Ichinoseki, Präfektur Iwate) ist ein Japanisches Idol und Schauspielerin.

## Biografie
Ihre Agentur ist Amuse. Sie war bis 2005 Model beim japanischen Mode-Magazin „Candy“. Nebenbei veröffentlichte sie vier Idol Photobooks und DVDs. Zudem war sie Mitglied der 2004er Ausgabe des japanischen Model-Quartetts namens Nittelligenic. Bekannt ist sie zudem als Sailor Venus/Aino Minako aus der japanischen Live-Action-Fernsehserie Sailor Moon. Sie arbeitete zudem als Sängerin für den Soundtrack der Serie. Sie hatte Gastauftritte in verschiedenen Dorama, Kinofilmen und Werbespots. 2008 trat Komatsu in Average auf. An ihrem Geburtstag am 23. Juli 2023 gab sie ihre Heirat bekannt.

## Filmografie (Auswahl)
Filme
- 2003: Odoru Daisōsasen Za Mūbī Tsū Reinbōburizzi o Fūsaseyo!
- 2006: Masutā Obu sandā kessen!! Fū ma Ryūko Den
- 2009: Kansen Rettō
- 2012: Ramo Trip Kohitsuji Dolly
- 2014: Natsu zen. Owari
- 2015: Bokutachi wa jôzu ni yukkuri dekinai
- 2018: The Werewolf Game: Inferno

Serien
- 2003–2004: Bishōjo Senshi Sailor Moon
- 2008: Average
- 2011: Misaki Number One!
- 2013: Last Cinderella
- 2015: Mago senpai no iu tōri
- 2019: hakui no senshi!

## Diskografie

### Alben
- 2003: I'll Be Here

### Singles
- 2003: C'est la vie 〜 Watashi no naka no koi suru bubun
- 2003: Katagoshi ni Kinsei
- 2004: Romance
- 2004: Kiss!² Bang!²
- 2004: Sayonara ~ Sweet Days
- 2008: Happy time, Happy life